# Paolo Raile
Paolo Raile (* 22. Jänner 1987 in Wien) ist ein österreichischer Psychotherapeut, Psychotherapiewissenschaftler und Kulturwissenschaftler.

## Biographie
Raile schloss 2006 die HTL Donaustadt in Wien ab und begann im September 2008 das Studium Psychotherapiewissenschaft an der Sigmund Freud Privatuniversität Wien. 2010 wählte er das Spezialisierungsfach Individualpsychologie, pausierte jedoch 2011 das Studium aus, um sich auf den Aufbau seiner Selbstständigkeit und seines Unternehmens im psychosozialen Bereich zu fokussieren. In den nächsten Jahren schloss er das Masterstudium Social Work an der Universität für Weiterbildung Krems ab, das Studium Psychotherapiewissenschaft, die Ausbildung zum Psychotherapeuten sowie in den Jahren 2021 und 2022 zwei Doktorate – eines im Fach Europäische Ethnologie an der Universität Wien und eines im Fach Psychotherapiewissenschaft an der Sigmund Freud Privatuniversität Wien. 2023 folgte die Habilitation für das gesamte Fach Psychotherapiewissenschaft.
Raile lebt und arbeitet in Gloggnitz und Wien.

## Werk
Raile forscht und publiziert zu verschiedenen Themen im Bereich Psychotherapiewissenschaft und Kulturwissenschaft, veröffentlichte eine Reihe von Fachartikeln in unterschiedlichen Fachzeitschriften sowie einige Bücher. Seine Schwerpunkte liegen in den Gebieten Geschichte der Psychotherapie, psychotherapeutische Interpretationen von Filmen und Comics, die Psyche in Zeiten der Klimakrise, der Erforschung der Konturen der Psychotherapiewissenschaft selbst sowie der vertieften Ausarbeitung seines eigenen psychotherapiewissenschaftlichen Ansatzes Handlungsmöglichkeiten-erweiternde Psychotherapiewissenschaft.
- Im Bereich Geschichte der Psychotherapie liegt sein Forschungsschwerpunkt auf den Rivalitäten und den Machtstrukturen in den frühen tiefenpsychologischen Schulen in den 1900er bis 1930er Jahren sowie der Entstehung der Methodenvielfalt im Feld der Psychotherapie[4][5]. Er publizierte aber auch zum Beispiel zu einem Vorläufer der Psychotherapie, Johann Christian Bolten[6].
- Bei der Interpretation von Comics und Filmen hat er schon früh seine ansatzpluralistische Herangehensweise an das Feld Psychotherapie gezeigt und beispielsweise die Ducks aus Entenhausen aus verschiedenen psychotherapeutischen Richtungen (Individualpsychologie[7], Systemische Therapie[8], Logotherapie und Existenzanalyse[9]) heraus analysiert, oder die Protagonisten einer Serie aus jeweils unterschiedlichen Ansätzen (Personzentrierte Psychotherapie, Integrative Gestalttherapie, Individualpsychologie, Psychoanalyse, Systemische Therapie, Logotherapie und Existenzanalyse, Kognitive Verhaltenstherapie).[10] Auch eine Monographie widmet sich einem solchen Thema, konkret einer Kultur im Star-Trek-Universum, die aus verschiedenen ethnologischen, soziologischen und psychologischen Blickwinkeln betrachtet wird: Kultur- und Sozialklingonologie.[11]
- Zur Psyche in Zeiten der Klimakrise publizierte Raile viele Bücher und Beiträge, wobei er sich primär auf das Phänomen Eco-Anxiety bezieht, das die (nicht-pathologische) Angst vor der ungewissen Zukunft in Zeiten der Klimakrise bezeichnet. Neben einem mit Bernd Rieken publizierten Grundlagenbuch[12] veröffentlichte er auch seine Habilitationsschrift zum Thema, in der Eco-Anxiety aus 13 verschiedenen psychotherapeutischen Ansätzen (Analytische Psychologie, Autogenes Training, Bioenergetische Analyse, Individualpsychologie, Kognitive Verhaltenstherapie, Logotherapie und Existenzanalyse, Morita-Therapie, Poesietherapie, Provokative Therapie, Psychoanalyse, Psychodrama, Psychosynthese und Systemische Therapie) heraus analysiert wird und die jeweiligen Behandlungsmöglichkeiten dazu vorgestellt.[13] Aber auch zur Geschichte der Umweltbewegungen oder zur Berücksichtigung von Inhalten zur Psyche im Kontext der Klimakrise in der psychotherapeutischen Ausbildung publizierte Raile Fachartikel.[14][15]
- Das Forschungsprojekt zu den Konturen einer eigenständigen und von der Psychologie unabhängigen, wenngleich eng verbundenen, Psychotherapiewissenschaft resultierte bislang in einer Monographie und einem Fachartikel. Darin beschreibt er die Begriffsdefinitionen von Psychotherapie und Psychotherapiewissenschaft, die Geschichte der Psychotherapiewissenschaft, die gegenwärtige Lage der Psychotherapiewissenschaft in den gesetzlichen Regelungen sowie der universitären Landschaft im deutschsprachigen Raum sowie verschiedene methodenunabhängige psychotherapiewissenschaftliche Theorien.[16][17]
- Die Handlungsmöglichkeiten-erweiternde Psychotherapiewissenschaft ist ein psychotherapiewissenschaftlicher Ansatz, mit dessen Unterstützung Psychotherapeutinnen, welche in der Regel in einer bestimmten Schule ausgebildet wurden, die (Be-)Handlungsmöglichkeiten anderer Ansätze fundiert kennenlernen können, um ihr eigenes Behandlungsrepertoire zu erweitern. Mit einer größeren Bandbreite können sie sich flexibler auf die jeweiligen Patientinnen/Klientinnen einstellen.[18][19]

## Publikationen
- Kultur- und Sozialklingonologie. Ein ethnographischer Streifzug durch das Star-Trek-Universum. Münster, New York: Waxmann, 2020.
- Eco-Anxiety – die Angst vor dem Klimawandel. Psychotherapiewissenschaftliche und ethnologische Zugänge. Münster, New York: Waxmann, 2021.
- Eco-Anxiety – Zukunftsangst und Klimawandel. Interdisziplinäre Zugänge. Münster, New York: Waxmann, 2021.
- Macht und Rivalität in Briefen. Eine Analyse der Korrespondenzen tiefenpsychologischer Vereinigungen im Zeitraum zwischen 1902 und 1938. Münster, New York: Waxmann, 2022.
- Psychotherapiewissenschaft. Grundlagen einer eigenständigen wissenschaftlichen Disziplin. Münster, New York: Waxmann, 2023.
- Eco-Anxiety in Psychotherapiewissenschaft und -Praxis. Münster, New York: Waxmann, 2023.